# 히코네 신덴번
히코네 신덴 번(일본어: 彦根新田藩 히코네신덴한[*])은 일본 에도 시대 중기에 존재했던 번으로, 히코네번의 지번이다.

## 번의 역사
쇼토쿠 4년(1714년), 히코네 번의 8대 번주 이이 나오오키의 14남 이이 나오사다가 1만 석을 분봉받아 히코네 신덴 번이 세워졌다. 교호 17년(1732년), 나오사다는 소자반에 취임하였다. 그 2년 후인 교호 19년(1734년), 형인 9대 번주 이이 나오노부의 후사로 입적되면서 히코네 신덴 번은 폐지되었다. 나오사다는 후에 히코네 번의 9대・11대(재임) 번주가 되었다.

## 번주
1. 이이 나오사다(井伊直定) 재위 1714년 ~ 1734년

## 같이 보기
- 히코네번